# Los Ayacuchos
Los Ayacuchos es la novena y penúltima novela de la tercera serie de los Episodios nacionales, escrita entre mayo y junio de 1900 y publicada ese mismo año. El título hace referencia a la «guardia pretoriana» del general y regente Baldomero Espartero, llamados así a pesar de que muchos de ellos no habían participado en la batalla de Ayacucho.

## Contexto histórico
Como mar de fondo, Galdós plantea con corrección histórica la actitud de una Inglaterra sumida en los conflictivos intereses que ha generado el comercio algodonero entre América y Europa, y una Francia empeñada en seguir gobernando los asuntos de España a través de la línea sucesoria de los borbones. La rebelión catalana de 1842 y el bombardeo de Barcelona de ese año, ponen dramático telón al episodio.

## Contexto novelado
El hilo del relato novelado se inicia con una descripción de Argüelles, tutor de la propia Isabel II de España y su hermana, hijas de Fernando VII de España y sobrinas del «Pretendiente» carlista Carlos María Isidro, protagonistas regios de las desgracias del siglo XIX español.

Pasado algún tiempo, que las regias señoritas no podían precisar, se personó en Palacio un señor viejo, alto, amarillo, con unas patillucas cortas, el mirar tierno y bondadoso, el vestir sencillísimo y casi desaliñado, sin ninguna cruz ni cintajo ni galón. Era D. Agustín Argüelles, elegido por las Cortes tutor de las hijitas de Fernando VII. ¡Y que no había visto poco mundo aquel buen señor! Condenado a muerte por el padre, al cabo de los años mil las Cortes le nombraban padre legal de las huérfanas. ¡Qué vueltas daba el mundo! En pocos años celebró cuartas nupcias el déspota; le nacían dos hijas; reñía con su hermano; reventaba después, aligerando de su opresor peso el territorio nacional; renacían las Cortes odiadas por el Rey; surgía una espantosa guerra por los derechos de las dos ramas; vencía el fuero de las hembras; muerto el oscurantismo, lucía el iris con los claros nombres de Libertad e Isabel, y el que mejor había personificado la resistencia del pueblo a las maldades y perfidias del monstruo, entraba en Palacio investido de la más alta autoridad sobre las criaturas que representaban el principio monárquico. Sorprendió a éstas la extremada sencillez de su tutor, que más que personaje de campanillas parecía un maestro de escuela; pero éste no tardó en cautivarlas con su habla persuasiva, dulce, algo parecida al sonsonete de los buenos predicadores. Decía cosas muy bonitas, enalteciendo la virtud, el respeto a la ley, el amor de la patria y la unión feliz del Trono y la Libertad. Su palabra, educada en la tribuna y más diestra en la argumentación de sentimiento que en la dialéctica, iba tomando, con el decaer de los años, un tonillo plañidero; su voz temblaba, y a poquito que extremase la intención oratoria se le humedecían los ojos. Naturalmente, las Reales criaturas, cuya sensibilidad se excitaba grandemente con el ejemplo de aquel santo varón, concluían por echarse a llorar siempre que Don Agustín a la virtud las exhortaba con su tono patético y la bien medida cadencia de su fraseo parlamentario, hábilmente construido para producir la emoción. Y no podían dudar que le querían: él se hacía querer por su bondad simplísima y por el aire un tanto sacerdotal que le daban sus años, sus austeras costumbres, su dulzura y modestia, signos evidentes de su falta de ambición. Caracteres hay refractarios al disimulo, y que en sus fisonomías llevan el verídico retrato del alma; a esta clase de personas pertenecía D. Agustín Argüelles, del cual sus enemigos pudieron decir cuanto se les antojó, pero a una le señalaron todos como ejemplo de un desinterés ascético, que ni antes ni después tuvo imitadores, y que fue su culminante virtud en la época de la tutoría y en el breve tiempo transcurrido entre ésta y su muerte. Baste decir, para pintarle de un rasgo solo, que habiéndole señalado las Cortes sueldo decoroso para el cargo de tutor de la Reina y princesa de Asturias, él lo redujo a la cantidad precisa para vivir como había vivido siempre, con limitadas necesidades y ausencia de todo lujo. Se asustó cuando le dijeron que el estipendio anual que disfrutaría no podía ser inferior al del intendente de Palacio, y todo turbado se señaló la mitad, y aún le parecía mucho. Cobraría, pues, la babilónica cifra de noventa mil reales.
Capítulo I

En este penúltimo episodio de la tercera serie, Galdós cierra las peripecias folletinescas de Fernando Calpena, el personaje que ha ido hilando la trama novelera, quien a petición de su prometida, Demetria de Castro, indaga el paradero de su antiguo amigo Santiago. Así mismo, desde el capítulo IV al XXIX el escritor vuelve a utilizar el recurso narrativo de la novela epistolar, con cartas de los ficticios protagonistas de la historia que se cruzan entre Madrid, Barcelona y otras localidades aragonesas, navarras y riojanas.